# Reaktiv farve
Reaktive farvers kendetegn er deres evne til at kunne binde sig kemisk med tekstilets/stoffets fibre. Reaktionen startes ved tilførelse af varme eller alkali (base).
Foruden at reagere med stoffet, reagerer farven også med vandet, idet det hydrolyseres. Når stoffet er fixeret (dvs. når farven er endelig bundet til stoffet), er der derfor tre slags farvestof på fibrene:
- farvestof, der gennem den reaktive proces er bundet til fibrene, og derfor har høj vask- og vådhed
- farvestof, der ikke har nået at indgå en kemisk reaktion med fibrene
- hydrolyseret farvestof, som ikke kan reagere med fibrene, og derfor skylles ud i første vask efter fixeringen

Kunsten ved at farve med de reaktive farvestoffer består i at afpasse mængden af alkali og andre hjælpestoffer således at mest muligt farvestof reagerer med stoffet og mindst muligt reagerer med vandet (hydrolysering).
Ulempen ved hydrolysering – som også har indflydelse på opblandede farvers holdbarhed – opvejes af fordelene ved de reaktive farver:
- farveudbyttet er højt
- lys- og vaskægtheder er gode
- den rigtige farve kan straks bedømmes
- det er ikke særlig giftige kemikalier, man arbejder med
- farvepulver og kemikalier er billige i drift
- kan anvendes på alle naturfibre, viscose og polyamid